# Жеремі Руа
Жеремі Руа (фр. Jérémy Roy; 14 травня 1997, м. Лонгьой, Канада) — канадський хокеїст, захисник. Виступає за «Шербрук Фінікс» у Головній юніорській хокейній лізі Квебеку (QMJHL).
Вихованець хокейної школи «АХМ Рішельє-Бонсекер». Виступав за «Шербрук Фінікс» (QMJHL). 
У складі юніорської збірної Канади учасник чемпіонату світу 2015.
Досягнення
- Бронзовий призер юніорського чемпіонату світу (2015)

Нагороди
- Трофей Раймона Легасе (2014) — найкращий захисник-новачок QMJHL